# Melidectes leucostephes
Papa-mel-de-doberai ou papa-mel-de-vogelkop (Melidectes leucostephes) é uma espécie de ave da família Meliphagidae.
É endémica da Nova Guiné Ocidental na Indonésia.
Os seus habitats naturais são: regiões subtropicais ou tropicais húmidas de alta altitude.